# Nita Lupi
Nita Lupi (Silves, 15 de Agosto de 1900 - Lisboa, 1999), nome literário da poetisa e cantora lírica Mariana Duarte de Almeida Lupi.

## Biografia
Com tenra idade deixa o Algarve e vai viver para Lisboa, onde inicia estudos de Canto Lírico com o italiano Nino Pratti. Integra algumas ópera no Teatro Nacional de São Carlos, nomeadamente Belkiss, sob a direcção do compositor português Ruy Coelho, da qual é protagonista. Mais tarde, casa com Luis Caldeira Lupi, Visconde de Baçaím e fundador da agência noticiosa Lusitânia (1944-1974).
É autora dos livros Dikembe (poesia tropical, 1960), Música e Alma da Índia Portuguesa (Lisboa : Agência Geral do Ultramar : Divisão de Publicações e Biblioteca, 1956), com tradução posterior em língua inglesa (The music and spirit of portuguese India / Nita Lupi ; trad. José Shercliff. Publicação: Lisboa : Editorial Império, 1960), Paisagem (1943), entre outros.
Ao longo dos anos colaborou em inúmeras obras de beneficência, em colaboração com outras senhoras da sociedade como Marte Gulbenkian ou Maria Amélia Pitta e Cunha, na época mulher do ministro dos Negócios Estrangeiros de Salazar, Paulo Cunha.
Viajou por diversos continentes, onde deu conferências sobre a língua e cultura portuguesa, nomeadamente na Índia Portuguesa (Goa, Damão, Diu), Egipto, Quénia, Angola, etc..
Em 1974, aquando da Revolução dos Cravos Nita Lupi, Viscondessa de Baçaím exila-se em Madrid, onde chega a viver alguns anos.
Em 1997, foi seu biógrafo André Neves Bento, investigador que publicou o trabalho "Alguns dados para uma Biografia de Nita Lupi", apresentado ao 9º Congresso do Algarve, organizado nesse ano pelo Racal Clube, em Vilamoura.

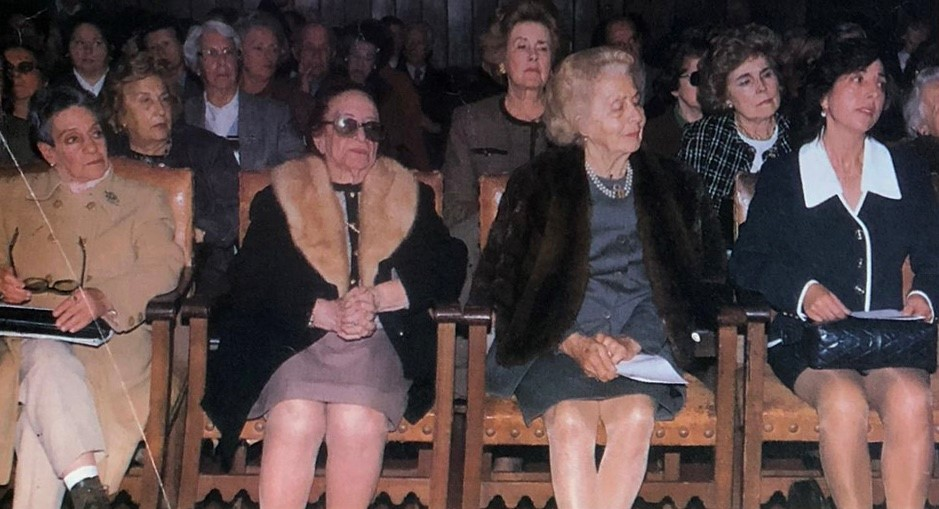
Homenagem a Nita Lupi, em 1998, no Palácio da Independência, em Lisboa, pela Sociedade Histórica da Independência de Portugal

Em 1998, um ano antes da sua morte, foi homenageada em Lisboa, no Palácio da Independência, pela Sociedade Histórica da Independência de Portugal, numa iniciativa do seu Núcleo Feminino e onde se reuniram conhecidos intelectuais portugueses. Do programa constaram uma conferência da autoria do investigador André Neves Bento, a declamação de poemas pela poetisa moçambicana Elsa de Noronha, concerto pela cantora lírica Dulce Cabrita, entre outros.
O xadrezista internacional Francisco Lupi e a pianista e compositora Isabel Lupi são fruto do primeiro casamento da escritora, com um jovem natural de Lagoa de seu nome Francisco da Costa Lança Junior, e foram perfilhados por Luis Caldeira Lupi, seu segundo marido.

## Obras
Entre as suas obras encontram-se: 
- Lago Azul: Poesia (S.l. : s.n.) (1932)
- Eloendros: Sonetos (S.l. : s.n.) (1940)
- Paisagem: Versos (Lisboa : Parceria A. M. Pereira) (1943)
- Música e Alma da Índia Portuguesa (Lisboa: Ag. Geral do Ultramar (1956) [4]
- The music and spirit of portuguese India (Lisboa: s.n., traducção José Shercliff) (1960)
- Dikembe: Poemas Tropicais (Lisboa: Ática) (1960)
- A noite é uma bíblia: Poemas (Lisboa: Editorial Império) (1965)
- Almada e os seus santos (Lisboa: Bertrand Irmãos) (1957)